# Kroupichté
Kroupichté ou Krupište (en macédonien Крупиште) est un village de l'est de la Macédoine du Nord, situé dans la municipalité de Karbintsi. Le village comptait 336 habitants en 2002.

## Démographie
Lors du recensement de 2002, le village comptait :
- Macédoniens : 329
- Valaques : 5
- Autres : 2